# Travis Cabral
Travis Antone Cabral (* 23. September 1983 in South Lake Tahoe, Kalifornien) ist ein ehemaliger US-amerikanischer Freestyle-Skier. Er war auf die Buckelpisten-Disziplinen Moguls und Dual Moguls spezialisiert und gewann einmal die Moguls-Disziplinenwertung sowie vier Rennen im Weltcup.

## Biografie
Travis Cabral gab im Alter von nur zwölf Jahren in Lake Placid sein Debüt im Nor-Am Cup. Zwei Jahre später gelang ihm am selben Ort mit Platz vier ein erstes Spitzenresultat. Im März 1999 sorgte der 15-jährige Cabral in Deer Valley für eine Überraschung, als er sich als jüngster Freestyle-Skier den US-Meistertitel auf der Buckelpiste sicherte. Nach gewonnener Qualifikation setzte er sich im Finale mit den Sprüngen Triple twister und Double spread und 28,1 Punkten unter anderem gegen den amtierenden Olympiasieger Jonny Moseley durch.
Am 8. Januar 2000 gab Cabral in Deer Valley sein Debüt im Freestyle-Skiing-Weltcup. Seinen ersten Podestplatz erreichte er ein gutes Jahr später als Dritter in Inawashiro. Nachdem er sich nicht für die Olympischen Spiele von Salt Lake City hatte qualifizieren können, gelang ihm in der Saison 2002/03 der endgültige Durchbruch an die Weltspitze. Mit drei Weltcupsiegen in Tignes, Lake Placid und Inawashiro entschied er als jüngster Athlet die Moguls-Wertung für sich. Bei den Weltmeisterschaften 2003 musste er sich hingegen mit Rang sechs begnügen. 2004 feierte Cabral seinen einzigen Weltcupsieg auf den Dual Moguls (Parallelbuckelpiste) und sicherte sich als erster Amerikaner das Staatsmeisterdoppel in beiden Disziplinen. In den Jahren danach konnte er nicht mehr an die frühen Erfolge anknüpfen. Bei seinen zweiten Weltmeisterschaften in Ruka kam er über Rang 17 auf den Dual Moguls nicht hinaus, bei den Olympischen Spielen von Turin wurde er Neunter. Im März 2006 beendete er seine aktive Laufbahn im Leistungssport.
Nach dem sportlichen Karriereende arbeitet Travis Cabral als Police Officer in seiner Heimatstadt South Lake Tahoe. 2007 produzierte er gemeinsam mit Chris W. Smith den Mystery-Thriller Shadow in the Trees.

## Erfolge

### Olympische Spiele
- Turin 2006: 9. Moguls

### Weltmeisterschaften
- Deer Valley 2003: 6. Moguls
- Ruka 2005: 17. Dual Moguls

### Weltcupwertungen
| Saison  | Gesamt | Gesamt | Moguls | Moguls | Dual Moguls | Dual Moguls |
| Saison  | Platz  | Punkte | Platz  | Punkte | Platz       | Punkte      |
| ------- | ------ | ------ | ------ | ------ | ----------- | ----------- |
| 1999/00 | 49.    | 26     | 24.    | 104    | –           | –           |
| 2000/01 | 51.    | 28     | 27.    | 112    | –           | –           |
| 2001/02 | 54.    | 26     | 28.    | 156    | 38.         | 4           |
| 2002/03 | 4.     | 90     | 1.     | 628    | –           | –           |
| 2003/04 | 19.    | 40     | 4.     | 564    | –           | –           |
| 2004/05 | 12.    | 38     | 6.     | 413    | –           | –           |
| 2005/06 | 52.    | 17     | 17.    | 187    | –           | –           |

### Weltcupsiege
Cabral errang im Weltcup 13 Podestplätze, davon 4 Siege:
| Datum            | Ort         | Land       | Disziplin   |
| ---------------- | ----------- | ---------- | ----------- |
| 1. Dezember 2002 | Tignes      | Frankreich | Moguls      |
| 18. Januar 2003  | Lake Placid | USA        | Moguls      |
| 15. Februar 2003 | Inawashiro  | Japan      | Moguls      |
| 15. Februar 2004 | Inawashiro  | Japan      | Dual Moguls |

### Weitere Erfolge
- 3 US-amerikanische Meistertitel (Moguls 1999 und 2004, Dual Moguls 2004)
- 2 Siege in FIS-Rennen

## Auszeichnungen
- 2003: U.S. Freestyle Skier of the Year (Ski Racing Magazine)[6]
- 2003: Ann Hansen Award[7]